# Antoine Cléricy
Pour les articles homonymes, voir Cléricy.
Antoine Cléricy, Clérissy ou Clérici, parfois mentionné avec la particule « de » avant le nom, est un céramiste, verrier royal et potier français né en 1569 et mort en 1650.

## Biographie
Cléricy est probablement d'origine italienne ou issu de famille de Provence. Venu dans la région de Fontainebleau, il est séduit par le sable de la forêt et obtient des lettres patentes du roi Louis XIII, en mars 1640, pour fonder une verrerie dans le hameau du Montceau (anciennement plutôt orthographié Monceau), près de Fontainebleau, aujourd'hui sur le territoire de la commune d'Avon. En 1641, il s'installe dans le manoir seigneurial  qui lui est prêté, pour une dizaine d'années, pour créer une verrerie royale. La verrerie est restituée au gouverneur du château après son départ,. Dans les compte de l'époque, son nom est mentionné comme « ouvrier en terre sigillée ». La finesse du cristal produit dans la manufacture lui a assuré sa renommée.

## Éponymie

### Odonymie
- Rue Antoine-Cléricy à l'ouest d'Avon (précédemment nommée « chemin des Provenceau » puis « rue de la Haute-Bercelle »)[8],[9]